# Brynjarsdóttir
Brynjarsdóttir ist ein isländischer Personenname. 

## Herkunft und Bedeutung
Der Name ist ein Patronym und bedeutet Tochter des Brynjar. Die männliche Entsprechung ist Brynjarsson (Sohn des Brynjar).

## Namensträgerinnen
- Birgitta Haukdal Brynjarsdóttir (* 1979), isländische Popsängerin, siehe Birgitta Haukdal
- Dagný Brynjarsdóttir (* 1991), isländische Fußballspielerin
- Eyja Margrét Brynjarsdóttir (* 1969), isländische Philosophin
- Ragna Margrét Brynjarsdóttir (* 1990), isländische Basketballspielerin